# Seoraksan
Le Seoraksan (설악산 en coréen, 雪嶽山 en chinois) est la plus haute montagne des monts Taebaek, qui s'étend dans la province de Gangwon, à l'est de la Corée du Sud. Il se trouve dans un parc national et domine la ville portuaire de Sokcho sur la mer du Japon. Les Coréens sont fiers de cette montagne dont ils admirent l'aspect sauvage.

## Géographie

### Situation, topographie
Regroupant une trentaine de pics, il culmine à 1 708 m d'altitude au Daecheongbong (대청봉). C'est la troisième plus haute montagne de Corée du Sud, après le volcan Hallasan, et le Jirisan. On désigne fréquemment en Corée sous le nom de Seoraksan une partie importante du massif. Les autres pics principaux sont le Hwachaebong, le Hangyeryeong, le Madeungryeong et le Ulsanbawi.

### Géologie
Ces montagnes sont formées de granite âgé de 70 à 130 millions d'années et de gneiss du Précambrien, ainsi que de roches sédimentaires du Mésozoïque. Le gneiss contient de très grands cristaux de porphyroblastes de 5 à 10 cm de diamètre.

### Climat
Les précipitations annuelles sont de 1 000 mm à l'intérieur des terres et de 1 300 mm du côté de la mer dont une grande partie tombe en été sous la forme de typhons. Les hivers sont froids et relativement secs, avec de la neige et des températures qui descendent à −30 °C.

### Faune et flore
Au niveau de la flore, 1 013 espèces ont été répertoriées dont 822 plantes vasculaires et des edelweiss. Les pins sont abondants sur les pentes exposées au sud tandis que les chênes et les feuillus dominent sur l'envers. Les thuyas se trouvent plutôt au fond des vallées tandis que les pins de Sibérie et les hanabusayas poussent sur les sommets et sur les falaises. Il y a également des pins nains, des forsythias, des saussureas, des ifs, du genièvre et des aubépines.
La faune est composée notablement d'ours noirs d'Asie, de cerfs, de gorals, de loutres, d'écureuils volants, de faucon crécerelle, et d'épervier de Horsfield. Parmi les poissons, on note la présence de truites lenok (Brachymystax lenok) et d'eorumchis (Hemibarbus mylodon). Un effort majeur est porté sur la conservation de la population de pic de Tristram (Dryocopus javensis richardsi), de goral à longue queue, et de porte-musc de Sibérie.

## Activités

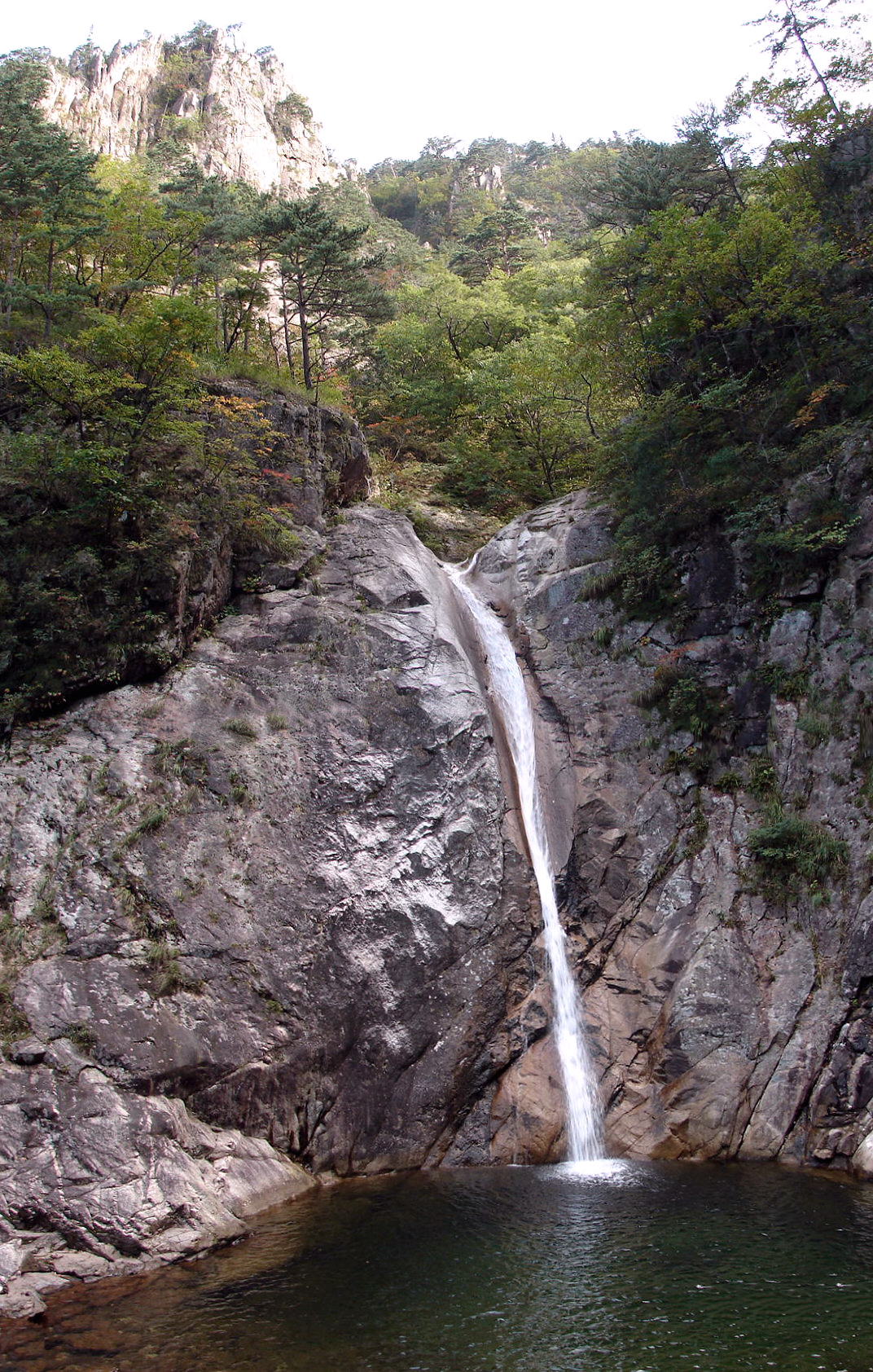
La cascade de Biryeong

### Protection environnementale
Le parc national du Seoraksan a d'abord été établi en tant que réserve naturelle le 5 novembre 1965. Le 24 mars 1970, il est devenu le cinquième parc national coréen. Il a ensuite été désigné comme une réserve de la biosphère par l'UNESCO en 1982. D'une superficie de 398,5 km2, il s'étend sur le territoire de la ville de Sokcho et des districts d'Inje et de Yangyang. Il tire sa valeur de la beauté de la rareté de sa faune et de sa flore et de la beauté de ses paysages. Pour la Corée, le Seoraksan présente un nombre important de falaises et de ravins.
Les espèces phares du parc sont le goral à longue queue et le pin nain de Sibérie.

### Tourisme

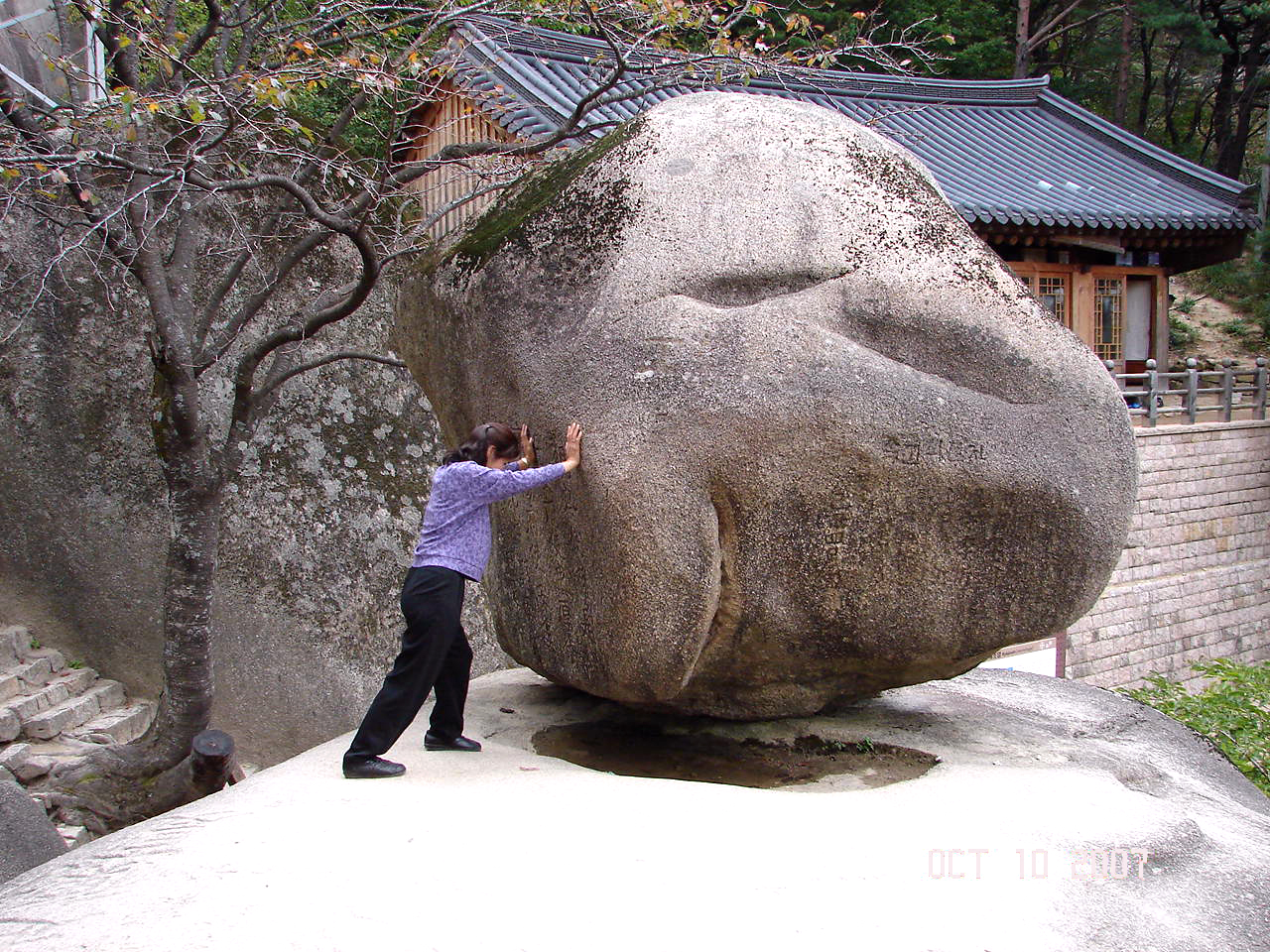
Heundeulbawi et Gyejo-am

Le mont Seorak attire de nombreux touristes toute l'année mais la saison principale est l'automne à cause de ses couleurs réputées comme étant les plus belles du pays : la forêt rouge et jaune est interrompue par des rochers et des torrents. Comme pour d'autres massifs, de nombreux sentiers sont interdits en hiver à cause des risques d'incendie, malgré le froid. La partie la plus visitée est celle qui se trouve dans la vallée au-dessus de la ville de Sokcho, là ou se trouve l'entrée principale du parc. Cette vallée regroupe les attractions principales, ce sont les cascades Yukdam et Biryeong (비룡폭포, « le dragon volant »), Sinheungsa, un temple bouddhiste fondé en 653, et à côté de l'ermitage de Gyejo, Heundeulbawi (흔들바위), un rocher haut de cinq mètres qui bascule facilement.

## Culture populaire

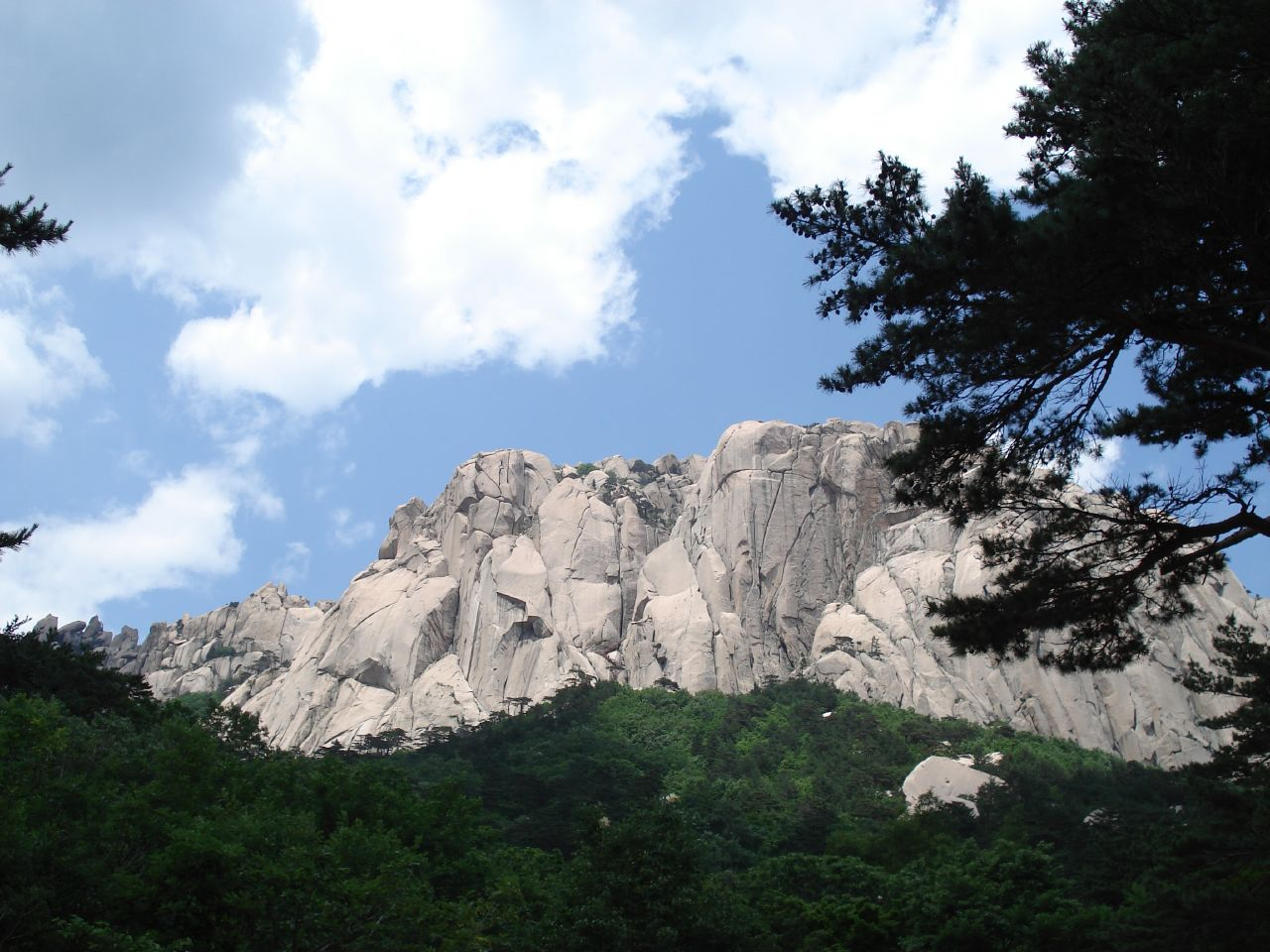
Ulsanbawi

La vallée au-dessus de la ville de Sokcho mène à l'un des sommets principaux, l'Ulsanbawi (울산바위, « les rochers d'Ulsan »). Selon la légende, Ulsanbawi est venu depuis la ville d'Ulsan pour participer à la formation des monts Kumgang et représenter sa ville. Cependant, il arriva trop tard et il n'y avait plus de place pour lui. Il repartit donc vers le sud et lorsqu'il arriva au Seoraksan, il trouva la région si belle qu'il décida d'y rester pour toujours.